# Cloroxilenol
El cloroxilenol o para-cloro-meta-xilenol y no tan conocido como cloro-dimetilfenol) es un compuesto orgánico fenólico clorado, derivado del xileno, pero con un grupo hidroxilo y un cloro, utilizado como desinfectante. Al no ser soluble en agua, se vende disuelto en solución acuosa de jabón. También se venden jabones, cremas y otros productos que lo incluyen.
Si bien es un producto eficaz sobre un amplio espectro de bacterias Gram positivas, es menos eficaz sobre estafilococos y bacterias Gram negativas, y suele ser ineficaz sobre Pseudomonas e inactivo sobre endosporas. Se combina con el clotrimazol para enfermedades de la piel produciéndose un efecto sinérgico.
No hay muchos estudios a pesar de su amplia difusión. Se cree que su efecto antimicrobiano se debe a que actúa en la membrana celular como todos los compuestos fenólicos.

## Aplicaciones
Un producto comercial muy conocido que usa de este antiséptico es el Espadol, conocido en inglés como Dettol.
A continuación una lista de los principales aplicaciones. Debe tenerse en cuenta que las concentraciones e indicaciones deberán leerse del producto.
- Desinfección de heridas, mordeduras, raspaduras, etc. Consultando previamente a su médico de cabecera. Puede causar irritación.

- Higiene íntima femenina.
- Caspa.
- Desinfección de hogares, oficinas, hospitales, etc.
- Desinfección de metales.